# Walter Whitehurst
Walter Whitehurst (* 7. Juni 1934 in Manchester; † 20. Januar 2012 in Blackpool) war ein englischer Fußballspieler. Er verbrachte den größten Teil seiner Profikarriere in der dritten Liga beim FC Chesterfield. Zuvor hatte er am 14. September 1955 gegen den FC Everton (2:4) ein einziges Ligapflichtspiel in der Meistersaison 1955/56 für das von Matt Busby trainierte Manchester United bestritten.

## Sportlicher Werdegang
Whitehurst schloss sich Manchester United – dem Klub aus seiner Geburtsstadt – in der Jugend vom Ryder Brow Boy's Club kommend (wie etwa zwei Jahre zuvor bereits Roger Byrne) an und war ab Mai 1952 Teil des Profikaders. Dem rechten Außenläufer gelang jedoch in den folgenden viereinhalb Jahren der sportliche Durchbruch nicht und es sollte nur für einen einzigen Auftritt in der ersten Mannschaft reichen. In der Frühphase der Spielzeit 1955/56 vertrat er gegen den FC Everton (2:4) einmalig Jeff Whitefoot, der selbst nach seiner Rückkehr schnell durch Eddie Colman ersetzt wurde – „United“ gewann in dieser Saison die englische Meisterschaft. Ohne ein weiteres Mal zum Zuge gekommen zu sein, wechselte Whitehurst im November 1956 für eine Ablöse von £900 zum Drittligisten FC Chesterfield.
In Chesterfield verbrachte er gut dreieinhalb Jahre und kam in nur etwas weniger als 100 Ligapartien regelmäßig zum Einsatz, wobei er besonders mit seiner Fähigkeit „das Spiel zu lesen“ beeindruckte, wodurch er regelmäßig durch gutes Positionsspiel gegnerische Angriff unterbrach und mit scharfsinnigem Passspiel auch die Offensive antrieb. Kritisch gesehen wurde hingegen bei einer Größe von 170 cm und 68 Kilogramm das Fehlen einer gewissen körperlichen Präsenz. 1958 qualifizierte sich Whitehurst mit Chesterfield als Tabellenachter für die neue eingleisige Third Division, nachdem er in der Saison 1959/60 nur noch zu 15 Einsätzen gekommen war und in der zweiten Saisonhälfte die Außenläuferpositionen von Jim Smallwood und Barry Hutchinson besetzt waren, wurde sein Vertrag am Saisonende nicht mehr verlängert.
Im Juli 1960 heuerte er eine Spielklasse tiefer bei Crewe Alexandra an und beendete dort nach drei Saisoneinsätzen seine Profilaufbahn. Im Amateurbereich war er zunächst im September 1961 für einige Wochen bei Macclesfield in der Cheshire County League aktiv, bevor er bis 1964 beim Ligakonkurrenten AFC Mossley (107 Pflichtspiele/3 Tore) spielte. Seine Fußballerkarriere fand dann bei Ashton United in der Midland League ihre Fortsetzung, wo er gemeinsam mit seinem Bruder Jim spielte. Er verstarb am 20. Januar 2012 in einem Krankenhaus in Blackpool.